# Заречная Лосевка
Заречная Лосевка — деревня Краснослободского района Республики Мордовия в составе Новокарьгинского сельского поселения. 

## География
Находится у реки Сивинь на расстоянии примерно 12 км по прямой на восток от районного центра города Краснослободск.

## История
Известна с 1869 года, когда она была учтена как казенная деревня Краснослободского уезда из 20 дворов, название по фамилии бывших владельцев.

## Население
Постоянное население составляло 53 человека (русские 98%) в 2002 году, 44 в 2010 году .